# Зміячка низька
Зміячка низька, зміячка низенька або скорзонера низька (Scorzonera humilis) — вид трав'янистих рослин родини айстрові (Asteraceae), поширений у більшій частині Європи. Етимологія: лат. humilis — «низький».

## Опис
Багаторічна рослина 5–50 см заввишки. Стебла лише з 2–3 зменшеними листками. Рослина клапчасто-павутиниста. Прикореневі листки з довгими черешками, довгасто-ланцетні або еліптично-ланцетні, загострені. Квітки світло-жовті, майже вдвічі перевищують обгортку. Сім'янки 8–10 мм довжиною, гладкі, ребристі; чубчик брудно-білий; щетинки його м'якоперисті, нагорі зазубрені. Стрижневий корінь сильний. Рослина іноді гілляста. Стебло зазвичай нерозгалужене, з білими волосками. Плід коричневий.

## Поширення
Європа: Австрія, Ліхтенштейн, Бельгія, Люксембург, Велика Британія, Білорусь, Чехія, Хорватія, Данія, Естонія, Фінляндія, Франція, Німеччина, Грузія, Швейцарія, Нідерланди, Іспанія, Угорщина, Італія, Латвія, Литва, Португалія, Норвегія, Польща, Росія, Словаччина, Словенія, Швеція, Україна. Населяє лісисту місцевість, вирубки й узлісся, луки, лукові схили, узбіччя доріг
В Україні зростає на лісових галявинах — у Лісостепу (в пд-зах. ч.), Закарпатті та Прикарпатті. Входить у переліки видів, які перебувають під загрозою зникнення на територіях Закарпатської, Київської, Львівської, Хмельницької областей.

## Галерея

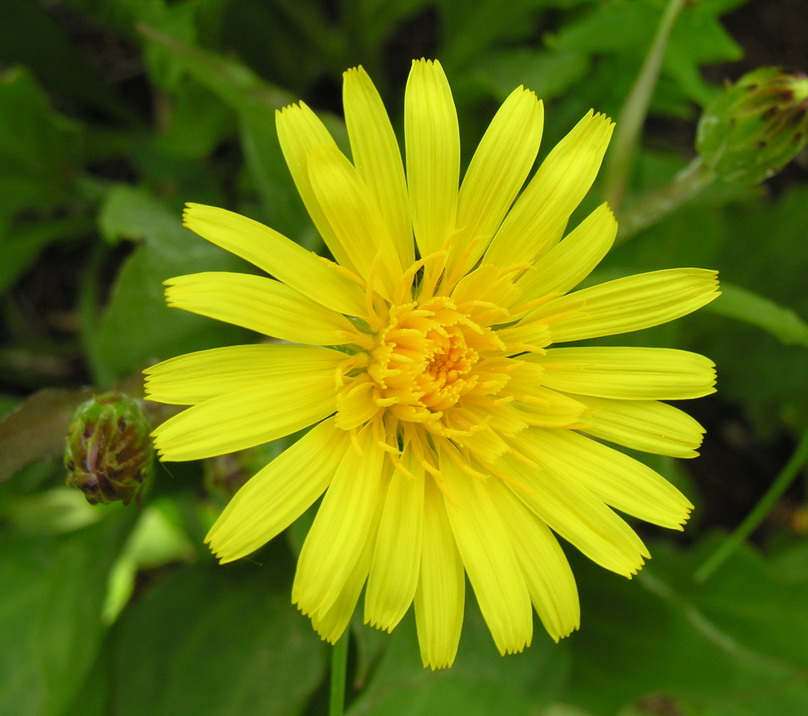
квітка
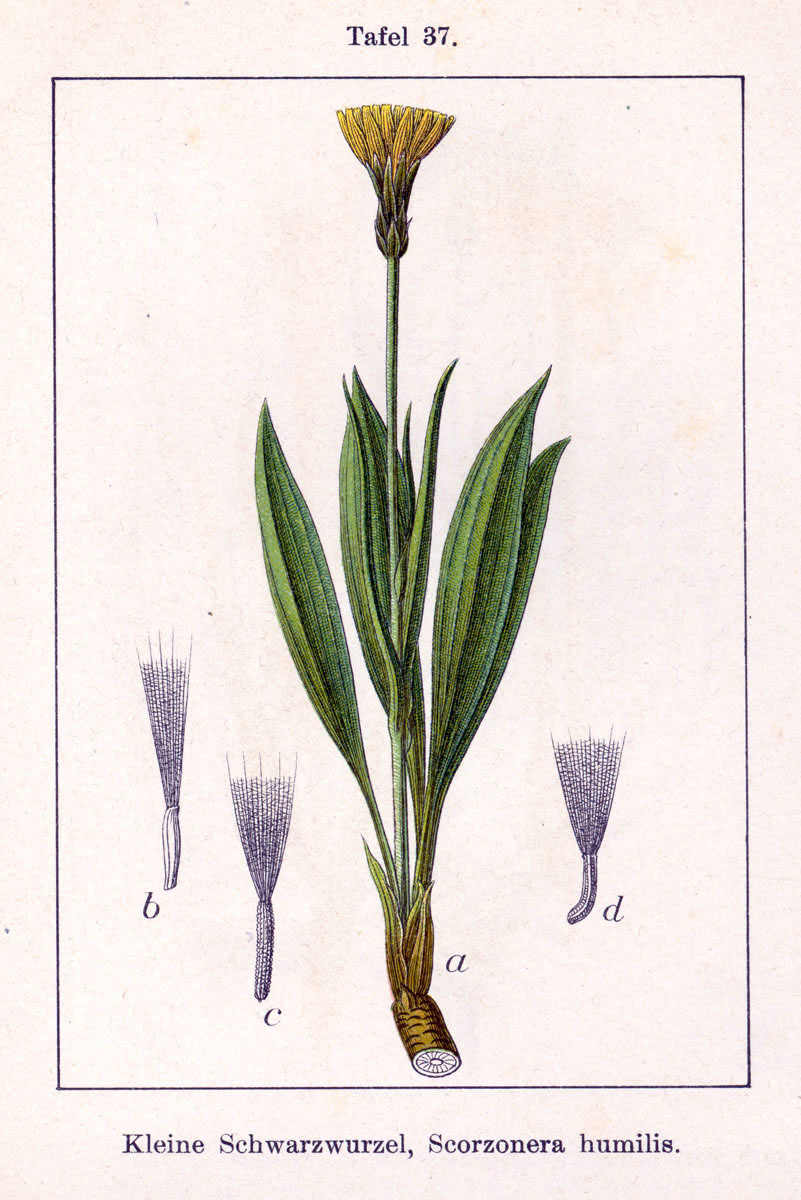
ілюстрація